# Micardia terracottoides
Micardia terracottoides är en fjärilsart som beskrevs av Emilio Berio 1954. Micardia terracottoides ingår i släktet Micardia och familjen nattflyn. Inga underarter finns listade i Catalogue of Life.